# 111111111
111111111（一億一千百十一万千百十一、いちおくせんひゃくじゅういちまんせんひゃくじゅういち）は自然数、また整数において、111111110の次で111111112の前の数である。

## 性質
- 111111111 は合成数であり、約数は 1, 3, 9, 37, 111, 333, 333667, 1001001, 3003003, 12345679, 37037037, 111111111である。
- 9番目のレピュニット(全ての桁の数字が1である数) R9 である。
- 1111111112 = 12345678987654321[1]。
- 111111111 = 100 + 101 + 102 + 103 + 104 + 105 + 106 + 107 + 108
  - a = 10 のときの a0 + a1 + a2 + a3 + a4 + a5 + a6 + a7 + a8 の値とみたとき1つ前は48427561、次は235794769。(オンライン整数列大辞典の数列 A102909)
  - 111111111 = 109 − 1/10 − 1
    - n = 10 のときの nn−1 − 1/n − 1 の値とみたとき1つ前は5380840、次は2593742460。(オンライン整数列大辞典の数列 A060072)